# Ткачов Віталій Сергійович
Ткачо́в Віта́лій Сергі́йович — солдат Збройних сил України.
Працював ветеринаром в Олександрії. Мобілізований, гранатометник. 21 січня 2015-го під Горлівкою його підрозділ атакували терористи, зумівши підійти близько, напад відбили. 22 січня підрозділ обстрілюють з мінометів, Ткачов зазнав численних поранень, переніс кілька операцій, реабілітацію та операції з пересадки шкіри. Одужувати допомагала дружина Марина.

## Нагороди
За особисту мужність і героїзм, виявлені у захисті державного суверенітету та територіальної цілісності України, вірність військовій присязі, відзначений — нагороджений
- 27 червня 2015 року — орденом «За мужність» III ступеня.